# Ти си изгревът, аз съм залезът
„Ти си изгрева, аз съм залеза“ (на хинди: Tu Sooraj Main Saanjh, Piyaji) е индийска телевизионна сапунена опера, излъчена по „Star Plus“.

## Актьорски състав
- Риа Шарма – Канак Ума Шанкар
- Авинеш Рехи – Ума Шанкар
- Маянк Арора – Вед Сорадж Рати
- Шефали Сингх Сони – Паял Вед Рати
- Кабиер Кумар – Ванш Сорадж Рати
- Суати Капур – Сарасвати Ванш Рати
- Ашок Локханде – Арун Рати
- Неелу Вагела – Сантиш Рати
- Удай Нене – Голу Рати
- Шийтал Пандия – Рани Голу Рати
- Раджеев Сингх – Викрам Арун Рати
- Каника Махешуари – Менакши Викрам Рати
- Адитя Пандей – Пураб Рати
- Садия Сидикищ – Нанда Модани
- Мадхура Найк – Паломи
- Сърдечен Сингх – Шив Тошниуол
- Мазел Вяс – Суман Тошнивал
- Неизвестен – Каушаля Тошнивал
- Мадахвендра ПВР – Габбаса/Гагендра Сингх